# Французское сообщество

Французское сообщество в 1959 году

Французское сообщество (реже Французское содружество, фр. Communauté française) — организация Французской колониальной империи в 1958—1960 годах, образованная по Конституции Франции 4 октября 1958 года, которая положила начало Пятой республике. Сообщество заменило аналогичную организацию Четвёртой республики Французский Союз. Референдум, одобривший Конституцию 1958 года, был отвергнут в Гвинее, которая в результате стала независимой и не вошла в Сообщество. В 1960 году все африканские колонии Франции получили независимость, и Сообщество потеряло своё значение, однако формально было упразднено только в 1995 году.

## Члены
В Сообщество входили:
- Франция;
- заморские департаменты (Алжир, Французская Гвиана, Гваделупа, Мартиника и Реюньон);
- заморские территории (Коморские острова, Французская Полинезия, Французский Берег Сомали, Новая Каледония, Сен-Пьер и Микелон и острова Уоллис и Футуна);
- 12 африканских колоний Франции: Мавритания, Сенегал, Берег Слоновой Кости, Дагомея (ныне Бенин), Французский Судан (ныне Мали), Верхняя Вольта (ныне Буркина-Фасо), Нигер, Габон, Чад, Центральноафриканская Республика (бывшая Убанги-Шари), Конго и Малагасийская Республика.

## Органы управления
- Президентом сообщества по должности являлся президент Франции
- Исполнительный совет сообщества (conseil exécutif de la Communauté), состоящий из президента Франции, премьер-министра Франции, глав правительств государств-членов;
- Сенат Сообщества (Sénat de la Communauté), избираемый парламентом Франции и парламентами государств-членов;
- Арбитражный суд (La Cour arbitrale).